# 吉林师范大学辽源分院
吉林师范大学辽源分院，是位于中华人民共和国吉林省辽源市的一所公办制师范专科学校，建立于1906年。1906年，西安县知县孟宪彝创办西安县师范传习所；1950年3月，创建辽东省立西安师范学校，再于1954年正式更名为辽源师范学校；1978年恢复招生；1984年3月，经吉林省政府批准重建；1999年12月，由原辽源师范学校和吉林省教育学院辽源分院合并，组建成四平师范学院辽源分院，2002年7月，由于四平师范学院更名为吉林师范大学，该校正式更名为吉林师范大学辽源分院。